# Yorktown Heights (New York)
Yorktown Heights is een plaats (census-designated place) in de Amerikaanse staat New York.

## Demografie
Bij de volkstelling in 2000 werd het aantal inwoners vastgesteld op 7972.

## Geografie
Volgens het United States Census Bureau beslaat de plaats een oppervlakte van
2,4 km², geheel bestaande uit land.

## Plaatsen in de nabije omgeving
De onderstaande figuur toont nabijgelegen plaatsen in een straal van 8 km rond Yorktown Heights.